# Воловик Руслан Володимирович
Руслан Володимирович Воловик нар. 4 лютого 1979, Михайлівка) — український футболіст, що грав на позиції півзахисника. Відомий за виступамиу складі сімферопольської «Таврії» у вищій українській лізі.

## Кар'єра футболіста
Руслан Воловик розпочав виступи на футбольних полях у 1994 році у складі команди другої ліги «Динамо» з Сак, де протягом двох сезонів зіграв 7 матчів. У 1996 році футболіст отримав запрошення до команди вищої української ліги «Таврія» з Сімферополя. У складі «Таврії» Воловик зіграв лише один матч чемпіонату проти донецького «Шахтаря», та повернувся до сакської команди, за яку зіграв до кінця першості 1996—1997 років ще 16 матчів у другій лізі. У сезоні 1997—1998 футболіст грав у складі іншої команди другої ліги «Титан» з Армянська, за який він зіграв 26 матчів чемпіонату. Після цього Руслан Воловик грав у низці аматорських клубів Криму.